# Patrick Martens (journalist)
Patrick Martens (4 maart 1956 – 9 augustus 2024) was een Belgisch journalist en politicus.

## Biografie
Patrick Martens studeerde sociale wetenschappen aan de Katholieke Universiteit Leuven. Van 1980 tot 1988 werkte hij als coördinator bij het Limburgs Platform voor Zelfhulp- en Ontmoetingsgroepen. Van 1988 tot 2000 werkte hij als journalist bij Het Belang van Limburg. Van 2001 tot 2014 werkte hij voor Knack.
Van 2014 tot 2022 werkte hij voor de Groen-fractie in het Vlaams Parlement. Na de gemeenteraadsverkiezingen van 2018 werd hij in Alken gemeenteraadslid. De eerste drie jaar van de bestuursperiode was hij voorzitter van de gemeenteraad, daarna werd hij schepen van Financiën en Onderwijs.
Martens was lid van ondervoorzitter van de Raad voor de Journalistiek en voorzitter van de vzw Vereniging van de Raad voor de Journalistiek.
- International Standard Name Identifier: 0000 0003 9020 9598
- Virtual International Authority File: 198345936